# Claudio Langes
Claudio Langes (Brescia, 4 de agosto de 1961) es un expiloto italiano de automovilismo. En Fórmula 1 intentó clasificarse en catorce Grandes Premios sin lograr alinearse en ninguno con la escudería EuroBrun en la temporada 1990.

## Resultados

### Fórmula 1
(Clave) (negrita indica pole position) (cursiva indica vuelta rápida)

| Año         | Escudería       | 1        | 2        | 3        | 4        | 5        | 6        | 7        | 8        | 9        | 10       | 11       | 12       | 13       | 14       | 15  | 16  | Pos. | Puntos |
| ----------- | --------------- | -------- | -------- | -------- | -------- | -------- | -------- | -------- | -------- | -------- | -------- | -------- | -------- | -------- | -------- | --- | --- | ---- | ------ |
| 1990        | EuroBrun Racing | USA DNPQ | BRA DNPQ | SMR DNPQ | MON DNPQ | CAN DNPQ | MEX DNPQ | FRA DNPQ | GBR DNPQ | GER DNPQ | HUN DNPQ | BEL DNPQ | ITA DNPQ | POR DNPQ | ESP DNPQ | JPN | AUS | NC   | 0      |
| Referencia: |                 |          |          |          |          |          |          |          |          |          |          |          |          |          |          |     |     |      |        |